# Объединение графов
Объединение графов — операция над графами, в результате которой получается граф, множества вершин и рёбер которого являются объединениями множеств вершин и рёбер исходных графов. Иными словами, в результирующий граф входят все рёбра и вершины, которые присутствуют в исходных графах.
Операцию объединения графов, как и аналогичную операцию для множеств, принято обозначать символом {\displaystyle \cup }:
{\displaystyle \ G=G_{1}\cup G_{2}.}
Таким образом, если 
{\displaystyle \ G_{1}=\left\{V_{1},E_{1}\right\},G_{2}=\left\{V_{2},E_{2}\right\},}
то
{\displaystyle \ G=\left\{V_{1}\cup V_{2},E_{1}\cup E_{2}\right\},}
где {\displaystyle \ V} — множество вершин, {\displaystyle \ E} — множество рёбер графа.